# Chiesa di Santa Maria di Częstochowa
La chiesa di Santa Maria di Częstochowa (in polacco: Kościół parafialny pw. Matki Bożej Częstochowskiej) è una chiesa ubicata in via Kołłątaja a Lubin, in Polonia, nella parte sud-orientale della piazza Centrale.

## Architettura

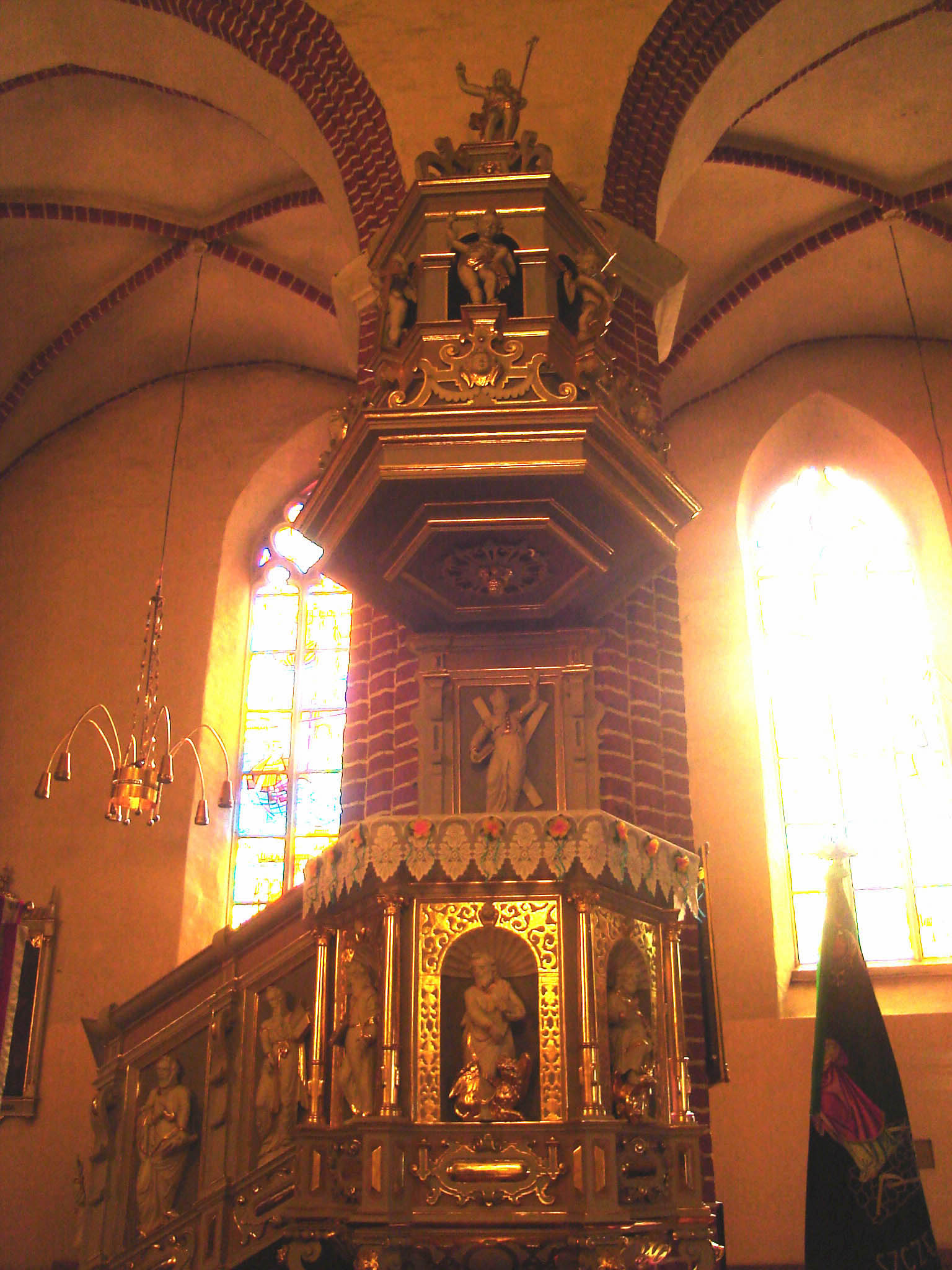
Pulpito

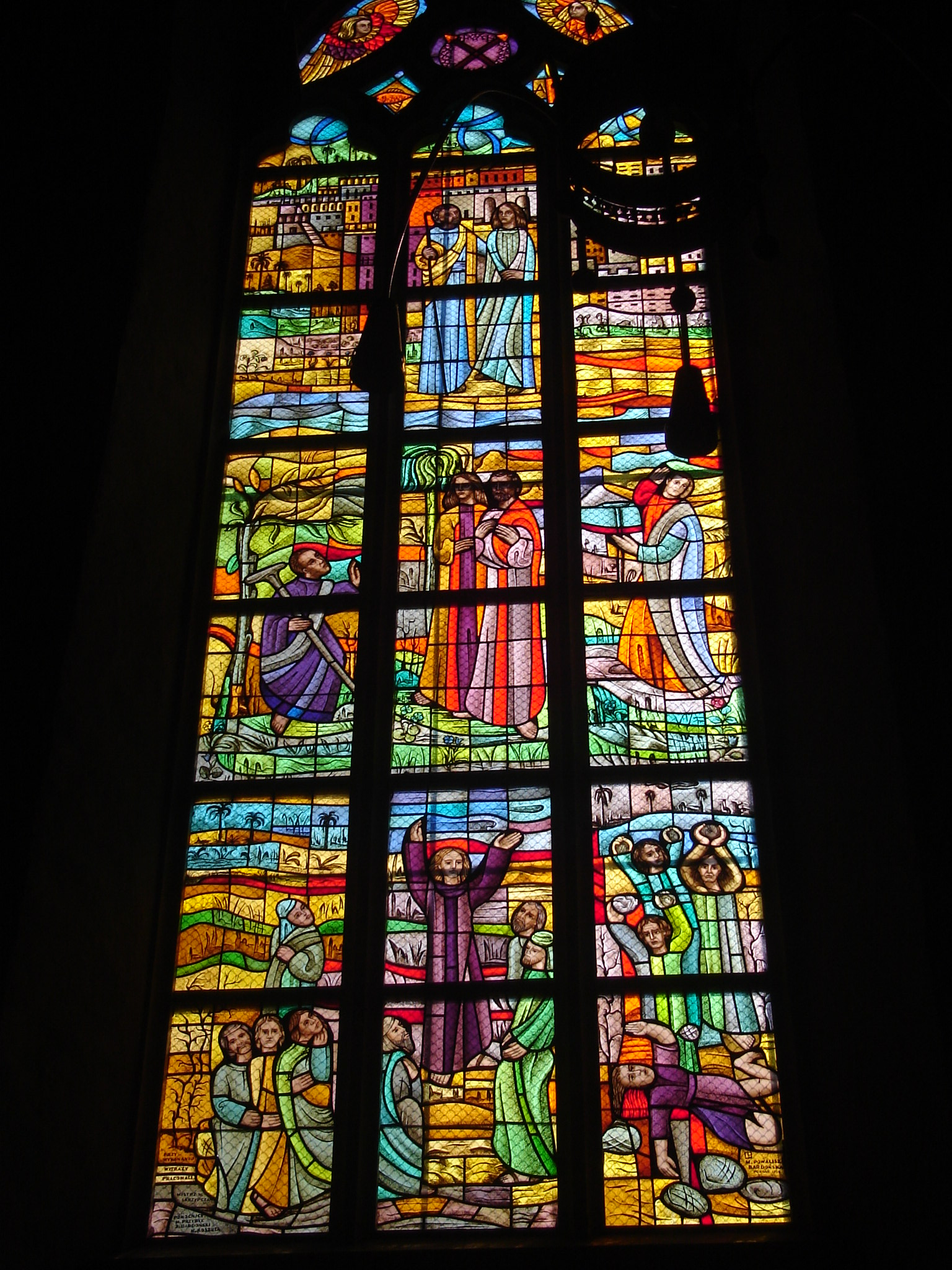
Una delle vetrate della navata laterale

La costruzione dell'edificio durò, con interruzioni a causa di varie guerre, dalla seconda metà del Trecento agli inizi del Cinquecento. Si tratta di una chiesa rivolta ad est, fabbricata in mattoni, disposti secondo il cosiddetto schema polacco (gotico). Vi si trovano volte a lierne nella la navata centrale, a crociera nel presbiterio e nelle navate laterali e a botte con le nervature incrociate nella cappella settentrionale.

## Interno

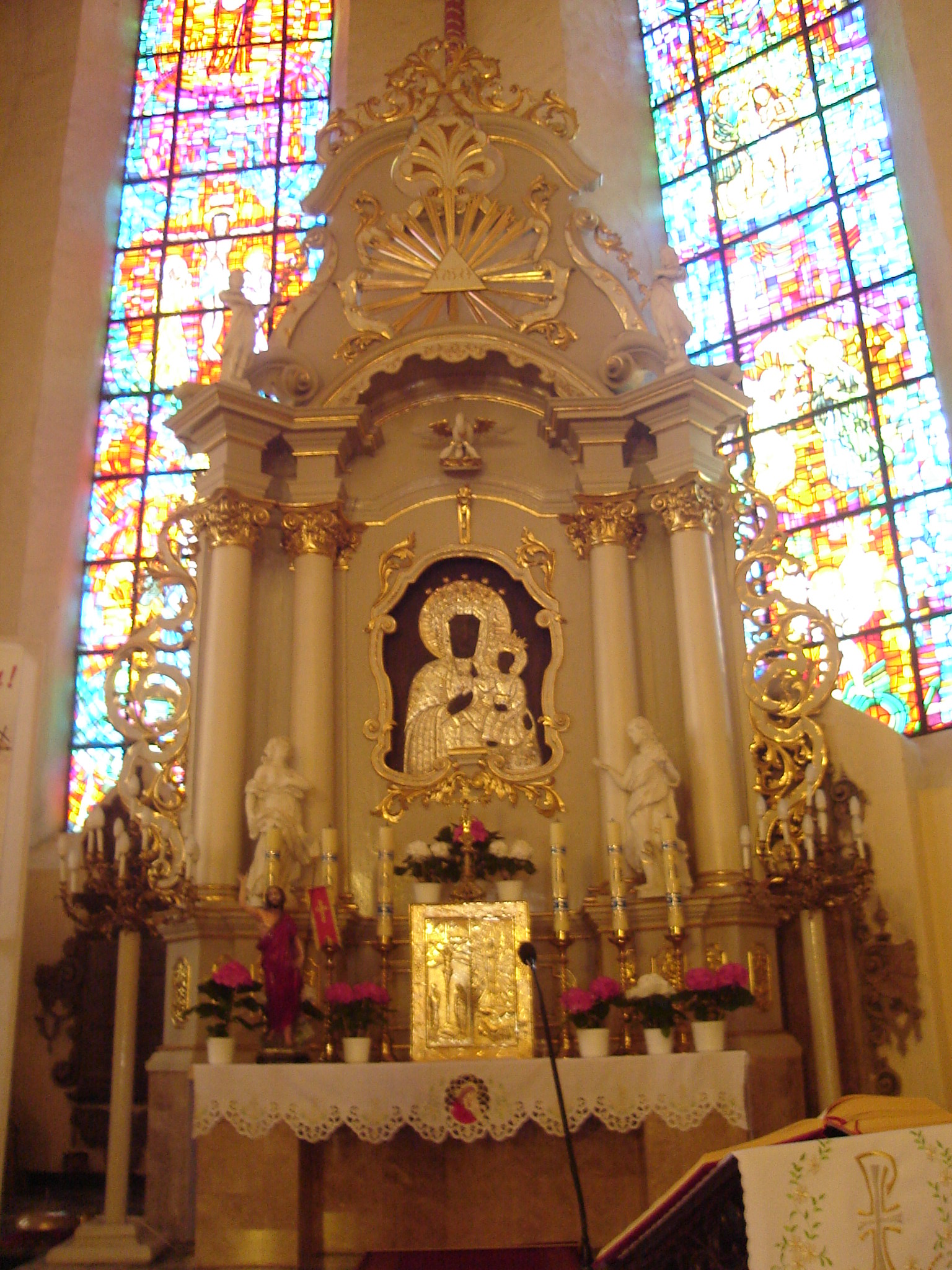
Altare principale

La chiesa presenta un altare settecentesco in stile barocco che venne trasportato da una chiesa del villaggio di Legnickie Pole dopo la Seconda Guerra Mondiale. Sull'altare sono presenti un tabernacolo e un ritratto, circondato da motivi floreali dorati, della Madonna di Częstochowa. Ad esso si rivolgono due sculture femminili, ognuna collocata tra due colonne. Una delle donne assume una posa di meraviglia e ammirazione: tocca il petto con una mano e tiene la testa alta. La seconda donna, con le braccia leggermente sollevate, rappresenta un’orante durante la preghiera. Oltre il ritratto c’è una piccola scultura di pellicano che nutre con il proprio sangue i suoi cuccioli, il che simboleggia l’Eucaristia; sopra il pellicano, invece, si vede un simbolo dell’Unico Dio in Tre Persone: un triangolo con il nome di Dio, circondato da raggi dorati.
Due altri altari superstiti, originariamente situati nel tempio di Lubin, oggi si trovano a Breslavia. Il pentattico tardogotico de "La Dormizione di Maria" del 1522 che fu spostato dalla cattedrale di San Giovanni Battista a causa del suo danneggiamento durante l’assedio di Breslavia nel 1945. Il suo autore venne definito come “Maestro degli Altari di Lubin”. Il trittico di San Severino del 1523 si trova invece nel Museo Nazionale di Breslavia. Monumento più prezioso della chiesa, a sinistra dell'altare, si può ammirare una edicola del Sacramento costruita in pietra che serviva per collocarvi il Santissimo Sacramento. 
Il pulpito tardorinascimentale del 1623 è decorato, sulla balaustra, con le statue dei Santi Apostoli e degli Evangelisti, queste ultime accompagnate da motivi floreali d’oro. Inoltre si trovano statue e i bassorilievi raffiguranti gli angeli, e la scultura di Cristo, la cui mano destra è sollevata in alto, mentre la sinistra tiene la croce. 
Oltre alle panche tradizionali per i fedeli, si trovano gli scranni, in passato destinati al clero oggi al laicato, addobbati con piccoli disegni; nonostante siano segnati dal tempo, uno degli stalli situati a destra dell’entrata sembra raffigurare un leone giacente ai piedi di una torre, due serpenti  o due pale incrociate.

### Vetrate
Nel presbiterio della chiesa si trovano cinque vetrate. 
Sulla prima vetrata appare la raffigurazione del principe Władysław mentre sta ammirando l’immagine della Madonna di Częstochowa, nonché dell’assedio di Jasna Góra.
Sulla seconda vetrata appare L’Incoronazione della Maria Vergine, L’Adorazione dei Re Magi, nonché Sant’Anna con Maria.
Sulla terza vetrata appare La Caduta di Adamo ed Eva, Dio circondato dagli angeli e La Creazione divina.
Sulla quarta vetrata appare la storia della Nascita e della Morte di Gesù.
Infine sulla quinta vetrata appare L’effusione dello Spirito Santo, Il Battesimo di Gesù, l'Annunciazione e l'Arcangelo Michele.
Nella navata destra sul lato sud si trovano tre vetrate. Sulla prima vengono raffigurati degli eventi dal Vangelo: la vocazione dei discepoli, la pesca miracolosa e la moltiplicazione del pane.
Sulla seconda e terza vetrata vengono raffigurate le storie descritte negli Atti degli Apostoli: la guarigione di un infermo da parte degli Apostoli Pietro e Giovanni, il discorso di Santo Stefano e la sua morte da martire, la conversione di Saulo, i battesimi dei primi cristiani e la trasmissione dei doni dello Spirito Santo attraverso l’imposizione delle mani sulla testa.